# Sorusch (Rakete)
Sorusch (persisch سروش) ist eine geplante Familie von orbitalen Trägerraketen des iranischen Militärs. Die Sorusch 1 soll bis zu 6 Tonnen schwere Satelliten in niedrige Erdumlaufbahnen bringen können, die Sorusch 2 Nutzlasten von bis zu 15 Tonnen. Anders als bisherige iranische Trägerraketen sollen sie mit kryogenen Flüssigtreibstoffen betrieben werden. Die höhere Leistung der Sorusch-2 soll durch seitlich angebrachte Booster erreicht werden.
Der erste Start einer Sorusch wird für 2028 angestrebt.
Der Name „Sorusch“ steht in der altiranischen Mythologie für eine Gottheit, die auch als besonderer Schutzengel der Zoroastrier gilt.